# 約旦特種部隊
約旦特種部隊（阿拉伯语：‎）是約旦的一支負責侦察、反恐、搜尋和疏散、情报收集作战和保护重要地点的部隊，成立於1963年4月15日。特种部队小组还负责对敌方重要目标进行精确打击。该部队能够在没有任何后勤支援的情况下，在敌后长期作战。